# Équipe du pays de Galles de rugby à XV au Tournoi des Cinq Nations 1975
L'Équipe du pays de Galles de rugby à XV au Tournoi des Cinq Nations 1975 termine première en remportant trois victoires et en perdant contre l'équipe d'Écosse. Cette victoire fait partie d’une longue série de huit victoires en onze ans dans le Tournoi des Cinq Nations, de 1969 à 1979. Dix-huit joueurs ont contribué à ce succès.

## Liste des joueurs

### Première ligne
- Charlie Faulkner
- Bobby Windsor
- Graham Price

### Deuxième ligne
- Allan Martin
- Geoff Wheel
- Mike Roberts

### Troisième ligne
- Mervyn Davies   (capitaine)
- Terry Cobner
- Trefor Evans
- derek Quinnell

### Demi de mêlée
- Gareth Edwards

### Demi d’ouverture
- John Bevan
- Phil Bennett

### Trois-quarts centre
- Ray Gravell
- Steve Fenwick
- Roy Bergiers (en)

### Trois-quarts aile
- Gerald Davies
- JJ Williams

### Arrière
- JPR Williams

## Résultats des matchs
- Le 18 janvier, victoire 10-25 contre l'équipe de France  à Paris
- Le 15 février, victoire 20-4 contre l'équipe d'Angleterre à Cardiff
- Le 1er mars, défaite 12-10 contre l'équipe d'Écosse à Édimbourg
- Le 15 mars, victoire 32-4 contre l'équipe d'Irlande à Cardiff

## Statistiques

### Meilleur réalisateur
- Steve Fenwick : 19 points

### Meilleur marqueur d'essais
- Gerald Davies : 3 essais